# Michele Amari
Pour les articles homonymes, voir Amari (homonymie).
Œuvres principales
- La guerra del vespro siciliano (1843)
- Storia dei Musulmani di Sicilia (1854-1872)
- Biblioteca arabo-sicula (1857-1887)

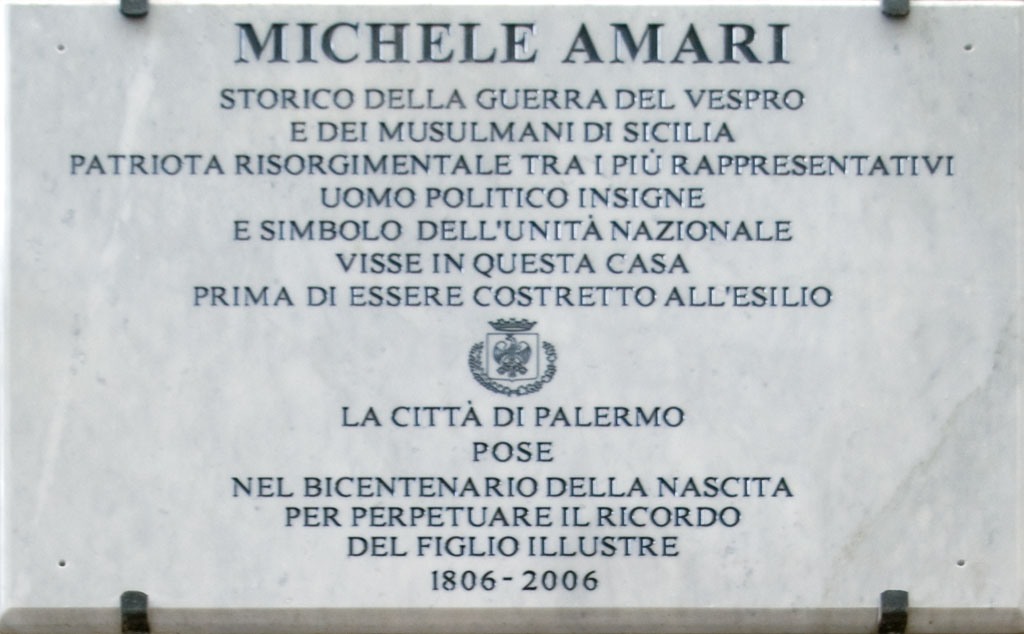
Plaque en mémoire de Michele Amari apposée sur l’immeuble Isnello où il vécut, par la ville de Palerme en 2006, à l’occasion du bicentenaire de sa naissance.

Michele Benedetto Gaetano Amari (Palerme, 7 juillet 1806 - Florence, 16 juillet 1889) est un homme politique et historien arabisant italien, spécialiste notamment de la Sicile arabo-musulmane et des Vêpres siciliennes.
Tous les historiens successifs de l’islam, en Italie Leone Caetani, Francesco Gabrieli, Umberto Rizzitano et Paolo Minganti, ont utilisé l’enseignement de cet auteur de plusieurs œuvres d’importance internationale appelé le régénérateur des études orientales parmi ses compatriotes et dont l’arabiste de l’université de Leipzig Heinrich Leberecht Fleischer, a publié deux compléments à sa Biblioteca arabo-sicula.

## Biographie
Fils de Ferdinand et de Julia Venturelli, après avoir pris part aux mouvements insurrectionnels indépendantistes en Sicile de 1820-1821, Michele Amari fut ensuite été employé au secrétariat d’État sous le régime des Bourbons.
Élève de Domenico Scinà, il se consacre, après la lecture de la tragédie de Jean-Baptiste Niccolini, Il Vespro siciliano o Giovanni da Procida, à l'étude des Vêpres siciliennes, soulèvement sicilien qui a mis fin à la domination angevine sur l'île en 1282. Il affirme ainsi ses idées autonomistes et révolutionnaires dans La Guerra del Vespro Siciliano, à laquelle les censeurs imposèrent le titre neutre et générique d’Un periodo delle istorie siciliane del XIII secolo (Une période de l’histoire sicilienne du XIIIe siècle), qui mettait en évidence tous les aspects des Vêpres siciliennes, surtout les documents historiques qui éclairent les lignes de force de cet évènement.
Très favorablement accueilli en Sicile, l'ouvrage est attaqué par le gouvernement de Naples qui l'accuse de déformer les faits historiques afin de les faire coller à une idéologie contemporaine. Les journaux qui avaient relayé positivement l'ouvrage sont fermés, Amari est relevé de ses fonctions publiques et convoqué devant le Ministère de la Police. Contraint de fuir en France, Amari s’installe à Paris où il poursuit ses recherches, publie de nouvelles éditions et des traductions anglaises et allemandes.
Afin de se rapprocher des sources arabes de l’histoire de la Sicile, il entreprend, à l’âge de trente-sept ans, l’étude de la langue arabe sous la direction du grand arabisant Joseph Toussaint Reinaud. Il acquiert rapidement l’amitié et l’estime de savants tels que l’orientaliste Quatremère et du baron de Slane pour son caractère exceptionnel d’homme et de chercheur. Il organise la section des manuscrits arabes à la Bibliothèque nationale. Toujours en vue d’aborder directement les sources byzantines, il s’adonne à l’étude du grec sous la direction du paléographe helléniste Charles Benoît Hase.
En 1848, il met fin à son exil français à l’occasion de la parenthèse antibourbonnienne de la révolution indépendantiste sicilienne de 1848-49. Rentré dans sa patrie, il est élu député au Parlement de Sicile et nommé Ministre des Finances. 
Revenu en France après l’échec de l’essai d’autonomie de la Sicile, il est vainqueur avec Aloys Sprenger et Theodor Nöldeke au concours sur l'étude du Coran et de ses manuscrits organisé par l'Académie des inscriptions et belles-lettres en 1857. Il se rapproche considérablement de Mazzini, en participant à la diffusion de ses idées politiques. Le gouvernement provisoire de la Toscane, au pouvoir à partir de 1859, le nomme, le 4 mai 1859, professeur de langue et d’histoire arabe à l’université de Pise. 

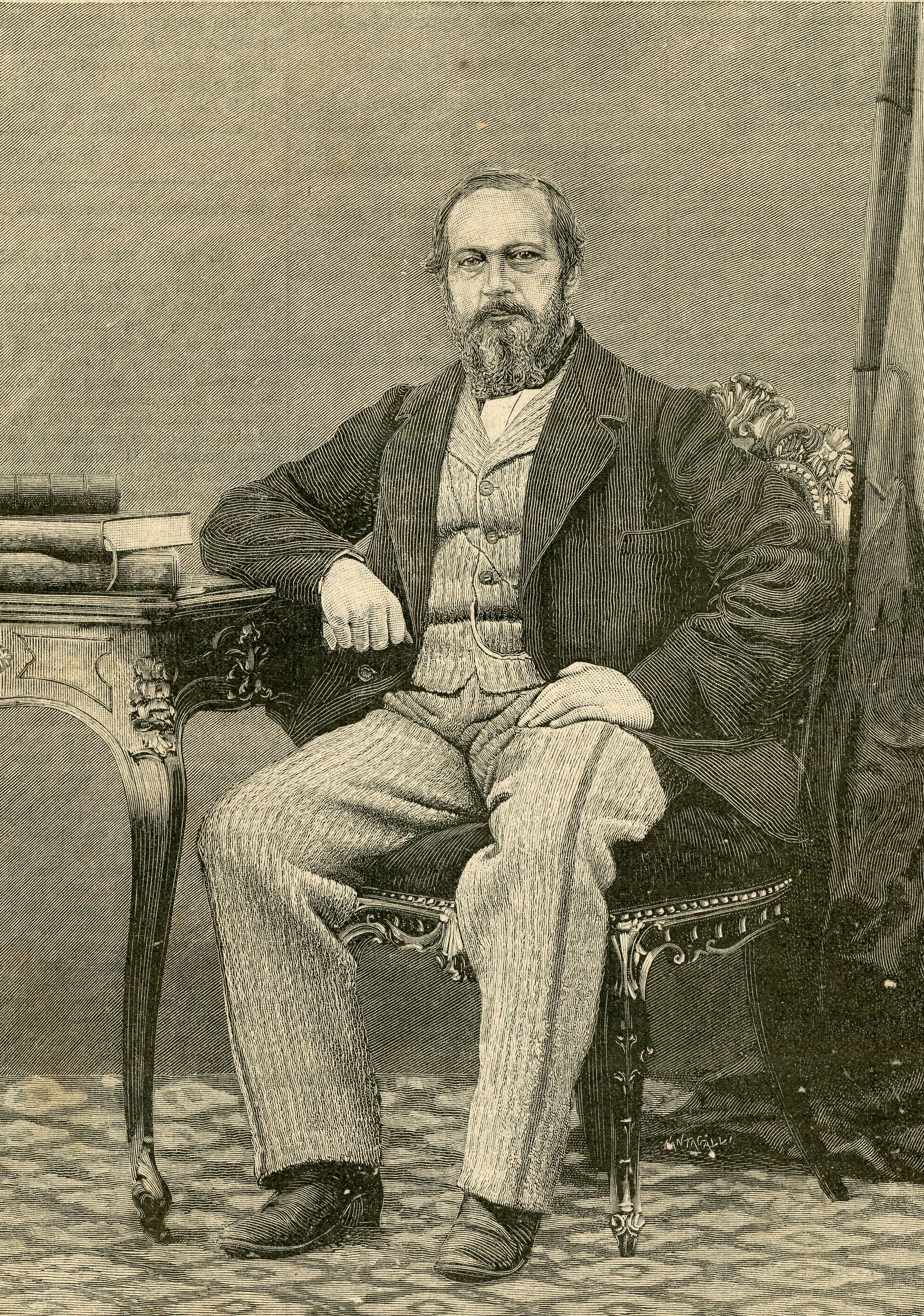
Michele Amari, sénateur.

De retour en Sicile en 1860, il participe à la vie politique de l’Italie réunifiée où il est nommé sénateur le 20 janvier 1861. Garibaldi le nomme Ministre de l’instruction Publique dans le gouvernement Farini de 1862 à 1864, année à laquelle il reprend l’enseignement de la langue arabe à Florence, en tenant même une chaire à l’Institut des hautes études jusqu’en 1873.
Il n’a jamais abandonné ses études historiques de prédilection qui cherchaient à combler le vide qui s’étendait entre la fin de la domination byzantine de la Sicile et la période de l'occupation angevine. En 1851, Amari traduit en italien le Sulwan avec dans son introduction une biographie d'Ibn Zafar Al-Siqilli et de l'histoire de son manuscrit. De 1854 et 1872, il publie les 3 volumes de sa Storia dei Musulmani in Sicilia, un ouvrage de référence sur la Sicile musulmane pour de nombreux historiens où Amari montre notamment les côtés positifs des deux siècles de domination musulmane en Sicile, aidé en cela par son talent linguistique hors du commun qui permit à Carlo Alfonso Nallino, la meilleure autorité universitaire arabisante italienne de son temps, de n’effectuer, au XXe siècle, que des corrections marginales à son chef-d’œuvre historique.

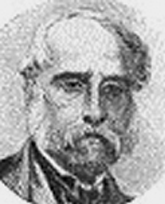
Michele Amari (avant janvier 1877)

Michele Amari, érudit rationaliste et positiviste, doté d’un zèle moral considérable, tout inspiré par la laïcité et la « vertu civique », totalement insensible aux tensions religieuses, n’aurait probablement jamais imaginé que son Histoire des musulmans de la Sicile serait traduit en arabe en 2004 par une équipe égyptienne coordonnée par le Prof. Ibrahim Saad Moheb de l’Université Ain Shams du Caire en Égypte), grâce à un financement du Ministère italien des Affaires étrangères, afin d’honorer la fructueuse collaboration séculaire entre l’Italie et l’Égypte. 
Considéré comme le fondateur de l’organisation moderne du études orientales en Italie, il reçoit, en 1884, l’ordre Pour le Mérite für Wissenschaften und Künste.
Il est élu membre correspondant de l'Académie des inscriptions et belles-lettres en 1859, puis associé étranger en 1871.

## Distinctions
- Pour le Mérite

## Ouvrages
- (it) Elogio di Francesco Peranni, in Componimenti in morte di Francesco Peranni generale d'artiglieria, Palerme, Gabinetto tip. all'insegna di Meli, 1833.
- (it) Un periodo delle istorie siciliane del secolo XIII, Palerme, Poligrafia Empedocle, 1842.
- (it) La guerra del vespro siciliano, o Un periodo delle istorie siciliane del sec. XIII, 2 vol., Paris, Baudry, 1843.
- (it) Conforti politici, traduction des Sulwan al-muta‘ d’Ibn Zafar, 1851.
- (it) Storia dei Musulmani di Sicilia, 3 volumi. Florence, Le Monnier, 1854-1872.
- (it) Biblioteca arabo-sicula, textes et traductions, 1857-1887.
- (it) Epigrafi arabiche di Sicilia, in tre parti. 1875-1885.
- (it) Racconto popolare del Vespro siciliano, Roma, Forzani e C. Tip. del Senato, 1882.
- (it) Carteggio di Michele Amari, Roux Frassati, 1896.
- (it) Diari e appunti autobiografici inediti, Edizioni Scientifiche Italiane, 1981.